# Fontaine des Cinq-Plaies de Lannion
Pour l’article homonyme, voir Fontaine Sainte-Anne de Laeken.
La fontaine des Cinq-Plaies est située à Lannion en France.

## Localisation
La fontaine est située sur le territoire de la commune de Lannion, dans le département  des Côtes-d'Armor, dans la région Bretagne.

## Description
La fontaine alimente le bourg, elle est construite en granit taillé. L'accès s'effectue par une descente à double escalier.
CAUS
Fontaine des Cinq Plaies (Monument inscrit M.H. le 22.12.1927)
Cette fontaine a été érigée en 1681 sur la source de « Trofeunten » réputée pour ses vertus curatives, notamment le mal des yeux. Elle fut baptisée « Fontaine des Cinq Plaies », « Feunteun ar Pemp Gouli » en breton, par Maurice Le Gall de Kerdu, recteur de Servel de 1664 à son décès en 1694 qui s'employa, dès son arrivée, à développer le culte des Cinq Plaies du Christ, déjà présent sur la commune depuis le XVe siècle.
On accède à ce monument en granit taillé par un double escalier. Une grande pierre verticale ferme le bassin d'où l'eau s'écoule par cinq trous symbolisant les Cinq Plaies.
La fontaine à été construite sur le chemin rural de Servel à Lannion appartenant à la maison de Trogoff dont les armoiries « d'argent à 3 fasces de gueule » étaient peintes au-dessus du bassin.
Les trois statues qui encadraient le monument avec un Christ au centre, ont disparu.

## Historique
La fontaine est inscrite au titre des monuments historiques par arrêté du 22 décembre 1927.

## Galerie

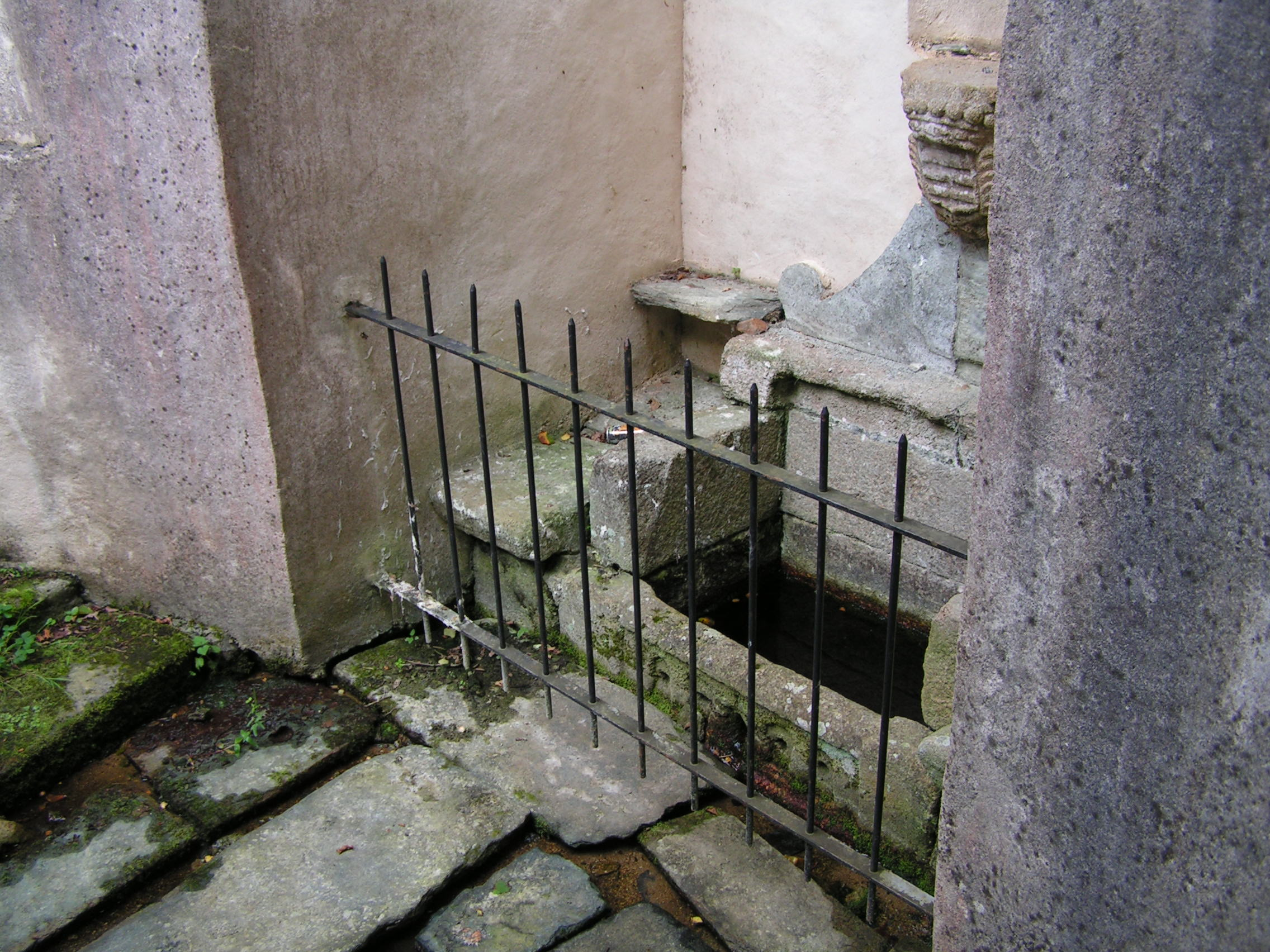
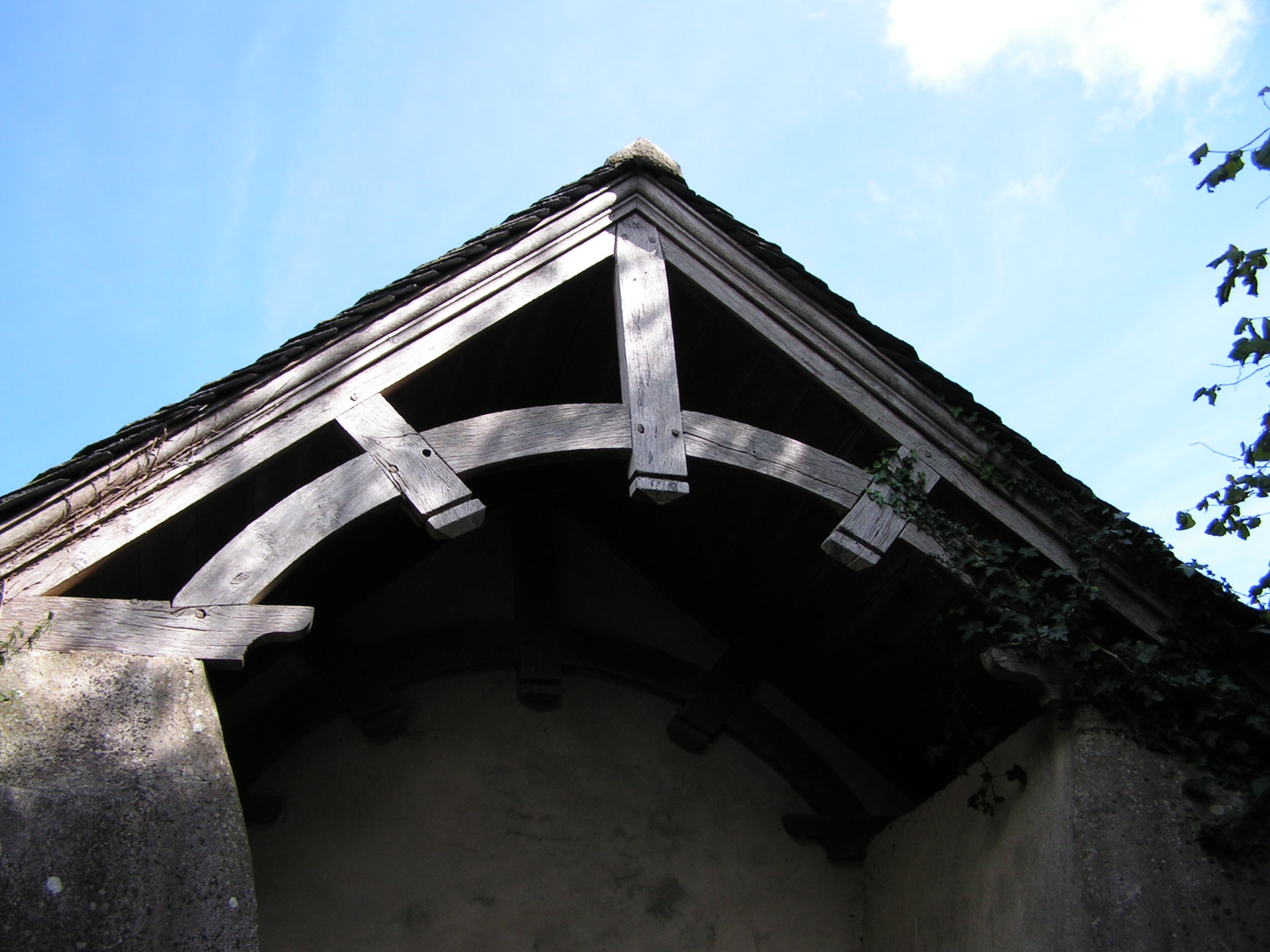